# Ian Hogg (Seeoffizier)
Sir Ian Leslie Trower Hogg, KCB, DSC & Bar (* 30. Mai 1911 in Camberley, Surrey; † 3. März 2003) war britischer Seeoffizier der Royal Navy, der unter anderem als Vizeadmiral zwischen 1966 und 1967 Sekretär für Verteidigungsdienste im Verteidigungsministerium sowie von 1967 bis 1970 Vize-Chef des Verteidigungsstabes (Vice-Chief of the Defence Staff) der Streitkräfte des Vereinigten Königreichs war.

## Leben
Ian Leslie Trower Hogg, Sohn von Oberst John M. T. Hogg und dessen Ehefrau Elma Brand, trat nach dem Besuch des renommierten Cheltenham College 1929 in die Royal Navy ein. In den folgenden Jahren diente er auf verschiedenen Schiffen wie den Schlachtschiffen Barham und Valiant, dem Kreuzer Effingham, dem Zerstörer Acheron und dem Leichten Kreuzer Southampton. Während des Zweiten Weltkrieges wurde er 1941 mit dem Distinguished Service Cross (DSC) sowie 1944 mit einer Spange (Bar) zum DSC ausgezeichnet.
Nach Kriegsende folgten für Hogg zahlreiche Verwendungen als Seeoffizier und Stabsoffizier sowie zum Beispiel als Kommandant des Zerstörers Sluys. Als Konteradmiral (Rear-Admiral) war er zwischen Dezember 1963 und Juli 1966 Admiral-Superintendent der Schiffswerft Chatham Dockyard mit dem Titel Flaggoffizier Medway. In dieser Verwendung wurde er 1964 Companion des Order of the Bath. Im Anschluss wechselte er als Vizeadmiral (Vice-Admiral) ins Verteidigungsministerium (Ministry of Defence) und war dort als Nachfolger von General Rodney Moore von Juli 1966 bis zu seiner Ablösung durch Air Vice Marshal Alan Boxer im November 1967 Sekretär für Verteidigungsdienste (Defence Services Secretary). Zuletzt wurde er im November 1967 Nachfolger von Generalleutnant George Cole als Vize-Chef des Verteidigungsstabes der Streitkräfte des Vereinigten Königreichs (Vice Chief of the Defence) und hatte diesen Posten bis März 1970 inne, woraufhin Air Marshal John Barraclough sein dortiger Nachfolger wurde. Am 1. Januar 1968 wurde er zum Knight Commander des Order of the Bath (KCB) geschlagen, so dass er fortan den Namenszusatz „Sir“ führte.
Nach seinem darauf folgenden Eintritt in den Ruhestand engagierte sich Ian Hogg von 1971 bis 1974 als Auditor der Royal Society of St. George, einer patriotischen Gesellschaft, deren Gründung 1894 erfolgte, um die englischen Lebensweisen, Normen und Traditionen zu fördern.